# Jessica MacDonald
Pour les articles homonymes, voir MacDonald.
Cet article possède un paronyme, voir Jessica McDonald.
Jessica Anne Marie MacDonald, née le 7 décembre 1984 à Windsor (Canada), est une lutteuse canadienne.
Elle est médaillée de bronze aux Jeux du Commonwealth de 2010 à Delhi dans la catégorie des moins de 51 kg.
Elle est sacrée championne du monde en 2012 à  Strathcona County et médaillée de bronze aux Championnats du monde de lutte 2011 à Istanbul et aux Championnats du monde de lutte 2013 à Budapest dans la catégorie des moins de 51 kg.
Elle obtient aussi aux Championnats panaméricains de lutte trois médailles d'or en 2011, 2012 et 2013 dans la catégorie des moins de 51 kg et une médaille d'argent en 2014 dans la catégorie des moins de 48 kg.
En 2018, elle remporte une nouvelle médaille aux Jeux du Commonwealth, l'argent lors de l'édition de 2018 de Gold Coast.